# La dama de Trinidad
La dama de Trinidad (en inglés, Affair in Trinidad) es una película estadounidense de cine negro de 1952, dirigida por Vincent Sherman y protagonizada por Rita Hayworth y Glenn Ford. Fue producida por Hayworth's Beckworth Corporation y distribuida por Columbia Pictures.

## Argumento
Steve Emery (Glenn Ford) no cree ni por un momento que su hermano se haya suicidado en Trinidad, así que intenta adivinar la verdad sobre su muerte, actitud que le enfrenta con su cuñada Chris Emery (Hayworth), cantante en un club nocturno. Desesperado, al verla coquetear con un espía que se supone que es el asesino de su hermano, Steve tendrá que actuar con rapidez si quiere impedir que Chris se convierta en la siguiente víctima.

## Reparto
- Rita Hayworth como Chris Emery
- Glenn Ford como Steve Emery
- Alexander Scourby como Max Fabian
- Valerie Bettis como Veronica Huebling
- Torin Thatcher como Inspector Smythe
- Howard Wendell como Anderson
- Karel Stepanek como Walters
- George Voskovec como Doctor Franz Huebling
- Steven Geray como Wittol
- Walter Kohler como Peter Bronec
- Juanita Moore como Dominique
- Mort Mills como Martin, Wittol's Henchman
- Ralph Moody como Coronel

## Crítica
La película supuso el retorno al cine de Rita Hayworth, después de 4 años de ausencia por su matrimonio con Alí Aga Khan. La dirección de la Columbia decidir realizar un film para su lucimiento personal.
Claramente influida por "Gilda" - (1946), por el entorno exótico, la cantante de cabaret, canciones sensuales, bailes tórridos, la bofetada y la pareja protagonista con Glenn Ford como galán -, este film incide en una mezcla de cine negro y melodrama ambientado en un decorado más o menos exótico. Sus principales limitaciones provienen de la inevitable comparación con su precedente, ya que no acabó de encontrar su tono sugerente, aunque la solidez de su formulación. El argumento, propio de un film de serie B, se centra en las maquinaciones de un oscuro personaje, enriquecido misteriosamente, y de su estrafalaria banda, que suma profesores, ingenieris y conspiradores. El arco dramático une dos líneas de tensión. Las investigaciones de Steve y de la policía, que avanzan con dificultad, y los planes de la banda, que se mueve febrilmente al amparo de las falsas apariencias.

## Música
- I've Been Kissed Before - escrita por Lester Lee y Bob Russell; interpretada por Rita Hayworth.
- Trinidad Lady - escrita por Lester Lee and Bob Russell; interpretada por Rita Hayworth.

## Premios y distinciones
Premios Óscar
| Año  | Categoría                                           | Persona    | Resultado |
| ---- | --------------------------------------------------- | ---------- | --------- |
| 1953 | Óscar al mejor diseño de vestuario - Blanco y negro | Jean Louis | Nominado  |